# Los ojos del perro siberiano
Los ojos del perro siberiano es una novela juvenil perteneciente al escritor argentino Antonio Santa Ana (n. 1963).
Fue publicada en marzo de 1998, se reeditó varias veces y vendió más de 850 000 ejemplares.
Fue traducida al italiano.
En 2019 el autor continuó la historia en la novela Bajo el cielo del sur.

La primera persona que leyó Los ojos de perro siberiano me dijo: «Mirá; es una novela para jóvenes pero empezás hablando de Bach, de Rimbaud: ¡no son referencias culturales de los chicos, no va a andar!». Pero después te das cuenta de que lo que tiene un cierto peso es la historia, no importa la referencia cultural, en esta novela deliberadamente metí referencias ajenas a los jóvenes porque me gusta ese pastiche de que estás contando una historia y las canciones que mencionás tienen que ver con la historia y las películas también: una cosa más intertextual.
Antonio Santa Ana en una entrevista de 2013

Santa Ana explica que su fuente de inspiración fueron los tiempos en los que tenía una librería frente a un hospital donde se atendían pacientes con VIH/sida, en 1992.
Le tomó un total de cinco años en desarrollar la escritura de la obra.

## Sinopsis
El narrador vive en una casa grande en San Isidro con sus padres. Su madre, distante, se dedica a su jardín con un amor que nunca le brindó a sus hijos. Su padre es un hombre frío y autoritario. Ezequiel, el primogénito, era el orgullo de la familia hasta que, a los 18 años, se fue de casa. El narrador tenía solo cinco años cuando esto ocurrió y creció sin entender las razones de su partida.
Cuando era niño, el narrador admiraba a Ezequiel y esperaba que su ausencia lo convirtiera en el centro de atención, pero sus padres se tornaron aún más rígidos con él, intentando no repetir los errores que, según ellos, habían cometido con su hermano.
Con el tiempo, el protagonista comienza a indagar sobre su hermano y, con ayuda de su amigo Mariano, descubre su dirección. Un día, decide visitarlo en secreto. Allí conoce a Sacha, un perro siberiano con ojos marrones, diferente a los demás de su raza. Ezequiel le explica que lo adoptó porque nadie lo quería, ya que tenía las orejas más grandes de lo normal. En este momento, el protagonista comprende que su hermano se identifica con Sacha: un ser marginado por ser diferente.
Durante esta visita, Ezequiel le revela que tiene sida. El narrador, en estado de shock, le pregunta cómo se contagió, pero su hermano reacciona con enojo, afirmando que eso no importa, que la gente solo busca etiquetas para juzgar. El pequeño se siente herido y se marcha.
El narrador, confundido y enojado, decide distanciarse de su hermano. Con el tiempo, su abuela le confiesa que visita a Ezequiel con regularidad y lo anima a volver a verlo. Finalmente, el joven toma la decisión de acercarse a él nuevamente. Durante su cumpleaños, Ezequiel aparece por sorpresa y le regala un disco de Dire Straits, un gesto que simboliza su deseo de reconstruir su relación.
Más tarde, Ezequiel lo invita a un partido de fútbol, donde comparten un momento inolvidable. Sin embargo, al regresar a casa, su padre le prohíbe seguir viéndolo. La relación con sus padres se vuelve insoportable y su única forma de resistencia es seguir encontrándose en secreto con su hermano.
En el colegio, el narrador enfrenta el rechazo de su mejor amigo, Mariano, cuando le cuenta sobre la enfermedad de Ezequiel. Mariano cree que el sida es contagioso y, por miedo e ignorancia, lo abandona. Desde ese momento, el protagonista se siente solo y decide cambiarse de escuela al Nacional Buenos Aires.
El narrador aprovecha cada oportunidad para ver a su hermano y aprende más sobre él. Descubre que Ezequiel ama la literatura, la fotografía y el chelo. Su hermano le cuenta que, desde su enfermedad, las miradas de las personas han cambiado: su madre lo mira con miedo, su padre con vergüenza y su hermano menor con curiosidad. Solo en los ojos de Sacha se ve reflejado como realmente es.
El deterioro de Ezequiel avanza rápidamente. En uno de sus encuentros, le confiesa que su objetivo antes de morir es tocar la Suite No. 1 en Sol mayor de Bach en el chelo. Finalmente, logra hacerlo y su hermano llora al escucharlo.
Días después, Ezequiel es internado por última vez. Su hermano menor y su abuela son los únicos que lo acompañan en sus últimos momentos. Antes de morir, Ezequiel le dice una frase de Blade Runner: “He visto cosas que ustedes no creerían…”. Después de esto, nunca vuelve a abrir los ojos.
El funeral de Ezequiel es un momento solitario. Su padre ni siquiera está presente. Tras su muerte, la familia se convierte en un grupo distante que evitan mirarse y hablar del tema. El narrador se da cuenta de que ya no tiene nada que lo ate a su hogar y decide mudarse a Estados Unidos para estudiar.
Antes de partir, reflexiona sobre la enseñanza más importante que le dejó su hermano: el valor de la vida. Ezequiel nunca dejó de tener ganas de vivir a pesar de su enfermedad. Aprendió que hay que enfrentar la tormenta y mirar más allá, como los ojos de Sacha, llenos de verdad.
Finalmente, antes de viajar, el narrador vuelve al río de San Isidro y, en paz consigo mismo, recuerda que la vida es como una suite de Bach: compleja, hermosa y digna de ser vivida hasta el final.

## Personajes principales y secundarios
- Ezequiel: hermano mayor del protagonista, enfermo de VIH (virus de inmunodeficiencia humana). vive junto a su perro siberiano de nombre "Sacha".
- Protagonista del libro: su nombre no se da a conocer. Es el hermano menor de Ezequiel y lo visita frecuentemente aunque sus padres no están de acuerdo.
- Padres de ezequiel: al enterarse de que ezequiel tiene sida, deciden aislarlo y ocultarlo.
- Sacha: perra de raza siberiana propiedad de Ezequiel. Es el único ser de su entorno quien lo mira sin juzgarlo. (Animales no se consideran personajes, a menos que tomen papel humano).
- Abuela del narrador: una señora de mayor edad, cariñosa con sus nietos a pesar de que no los ve muy a menudo ya que vive en el campo. Cuando puede va a visitarlos y además esta pendiente más que todo sobre Ezequiel. Hace vistas mientras
- ños / le regala un CD de Dire Straits
- Ezequiel cuando muere le deja la película "Manze Runner"/que tocaba Ezequiel
- Mariano: el mejor amigo de infancia del protagonista.

Personajes menores:
- Nicolás: era el amigo de Ezequiel que lo llevó al criadero de perros donde estaba Sacha
- Virginia: era la novia de Ezequiel, pero Ezequiel la dejó cuando lo obligaron casarse con ella.
- Florencia: hermana mayor de Mariano, les contaba lo que su madre le contaba de Ezequiel.
- Padre de Mariano: eran amigos de los padres de Ezequiel, el padre de Mariano jugaba tenis todos los sábados con el padre de Ezequiel.